# Silsby Spalding
Silsby Spalding (1886-1949) fue un hombre de negocios y político estadounidense. Sirvió como primer Alcalde de Beverly Hills, California desde 1926 a 1928.

## Biografía

### Primeros años
Silsby Morse Spalding nació el 29 de mayo de 1886 en Minneapolis, Minnesota. Su padre era Salathiel Martin Spalding y su madre, Sarah Eglantine Camp. Se graduó en Pomona College en Claremont, California.

### Carrera
Fue un buen magnate deportivo. También sirvió como uno de los primeros Presidentes del Aero Club of Southern California, y fue ejecutivo del Mexican Eagle Petroleum Company y del Pan-American Petroleum and Transport Co..
Sirvió como primer Alcalde de Beverly Hills, California desde 1926 a 1928. Durante su ocupación, nombró a Will Rogers como Alcalde honorario, consiguiendo fama mundial para Beverly Hills.

### Vida personal
Se casó con Caroline Canfield (1890-1970), hija del magnate del petróleo Charles A. Canfield (1848-1913) en 1911. Tuvieron una hija, Deborah C. Spalding (1921-2011).
En 1912, después de la muerte de Canfield, se mudaron a Grayhall, una finca localizada en el 1100 Carolyn Way, construida por el padre de Carole Lombard como pabellón de caza y más tarde propiedad de George Hamilton y Bernard Cornfeld. De 1918 a 1921, vivieron en Frank Flint Estate, una mansión de estilo neocolonial británico parecida a una plantación sureña localizado en el 1006 North Crescent Drive. Más tarde compró el Tecolote Ranch en Goleta, California, donde crio ganado y caballos de pura raza, y cultivó nogales y árboles cítricos.

### Muerte
Falleció el 5 de mayo de 1949 en su residencia de Grayhall en Beverly Hills, California.

### Legado

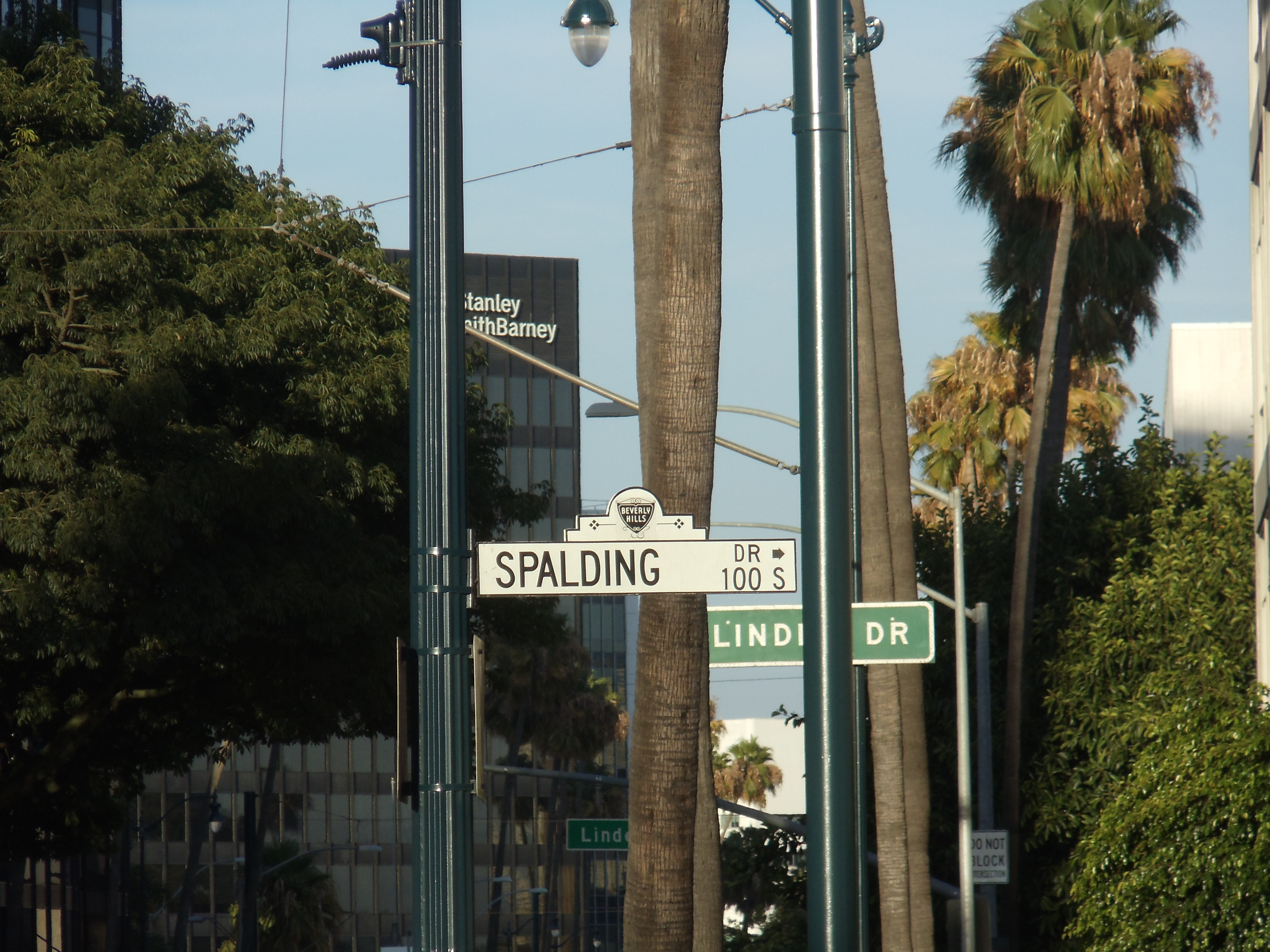
Placa de la Calle Spalding Dr en Wilshire Boulevard en Beverly Hills, California.

Spalding Drive en Beverly Hills se nombró en su honor.